# 硝子坂
「硝子坂」（ガラスざか）は、島武実の作詞、宇崎竜童の作曲による楽曲。1977年2月25日に発売された木之内みどりの同名アルバムのタイトル曲として発表された。また、1か月後の3月25日に高田みづえのデビューシングルとしても発表された。
木之内バージョン（編曲：ラスト・ショウ、瀬尾一三）と高田バージョン（編曲：馬飼野康二）とはアレンジが大幅に異なる。

## 高田みづえのシングル
高田みづえの「硝子坂」は、1977年3月25日にデビューシングルとして発売された。

### シングル解説
- 発売から1か月半でオリコントップ10入りを果たし、シングル売上は31万枚を突破した。高田の楽曲として「私はピアノ」に次ぐ2番目のヒット曲となった。
- 高田は1985年6月に歌手業を含めての芸能活動を停止したが、2015年8月放送のNHK『思い出のメロディー』で30年振りに復帰し、同曲と「私はピアノ」の2曲を歌唱披露した。
- B面の「DÔMO DÔMO」は三浦徳子（当時の筆名はみうらよしこ）のデビュー作である。

### シングル収録曲
1. 硝子坂 (3分57秒)
作詞：島武実／作曲：宇崎竜童／編曲：馬飼野康二
2. DÔMO DÔMO (3分4秒)
作詞：みうらよしこ／作曲：加藤和彦／編曲：馬飼野俊一

## 同年のカバーもしくは競作
木之内や高田と同年に、由紀さおりと荒木由美子も、共に宇崎竜童の作品を集めたアルバムの収録曲としてカバー、もしくは競作している。
- 由紀さおり：『う・ふ・ふ／由紀さおり 宇崎竜童を歌う』（1977年8月）収録 - 編曲：竜崎孝路
- 荒木由美子：『ヴァージン・ロード／渚でクロス』（1977年10月）収録 - 編曲：船山基紀
荒木は高田と同じくこの年デビューで、これが1枚目のアルバムである。

## 後年のカバー
- 作曲者の宇崎竜童がセルフカバー・アルバム『しなやかにしたたかに〜女たちへ2』（1994年）でカバーしている。
- 長山洋子が1995年にシングル「私が生まれて育ったところ」（野路由紀子のカバー）のカップリング曲として、演歌調のアレンジでカバーしている。コンピレーションアルバム『エンカのチカラ -SONG IS LIFE 70's-』（2008年）に再録されている。
- 神園さやかがアルバム『18才〜旅立ち〜』（2005年）で、高田バージョンの編曲を再現したものをカバーしている。
- 日髙のり子がコンピレーション・アルバム『声優Neo歌謡曲 Vol.1』（2023年）にてカバーしている。